# Muhammad Asad
Muhammad Asad (en árabe, محمد أسد; en urdu, محمد اسد), cuyo nombre original era Leopold Weiss, fue un periodista austriaco nacido en julio de 1900 en Lemberg, en el Imperio austrohúngaro (la actual Leópolis, Ucrania) y muerto en 1992 en Mijas (España).
Hijo del abogado Kiwa Weiss y Amalia Mendel, ambos de ascendencia judía, creció junto a sus padres y sus dos hermanos en Lemberg y en Viena. Recibió una sólida educación religiosa judía y dominaba el hebreo. Con 14 años de edad postuló a la Gemeisame Armee (ejército común), pero no fue admitido. Un viaje a Jerusalén en 1922 donde residía un tío suyo le abrió la puerta a una serie de viajes por Oriente Medio durante los cuales ejerció de corresponsal del Frankfurter Zeitung.
Durante su estancia en Palestina se interesó por el modo de vida de los beduinos y el islam, religión a la que se convirtió en 1927 tomando el nombre de Muhammad Asad. Asad consideraba que el islam y el modo de vida de los árabes palestinos estaban más cerca de la religión y la cultura judías originales que el desarrollo posterior de la cultura judía en Europa.
Asad vivió largos años en Arabia Saudita, donde ejerció de consejero del rey Abdelaziz bin Saud y donde se casó y tuvo un hijo, Talal. Después viajó por la India donde trabajó con Muhammad Iqbal por la creación de un estado musulmán independiente, lo que luego sería Pakistán, llegando a formar parte de la delegación de este país en las Naciones Unidas. A mediados de los años 50 dejó sus cargos para escribir su conocida autobiografía El camino a Meca, y en 1960 inició su traducción y tafsir (comentario o exégesis) del Corán, proyecto de gran envergadura que contó con el apoyo del rey Faisal. Hacia 1964 se trasladó a Tánger (Marruecos), donde acabó su obra, que publicó en Gibraltar en 1980 con el título El mensaje del Corán. En 1987 se instaló en Mijas (España), donde empezó a trabajar en una revisión de su Corán comentado, pero su enfermedad y posterior muerte en febrero de 1992 le impidieron terminarla. Está enterrado en el pequeño cementerio musulmán de Granada.